# Schuldrecht (Bulgarien)
Mit dem Begriff Schuldrecht bezeichnet man einen Zweig des Zivilrechts, der die Schuldverhältnisse, deren juristischen Tatsachen, Inhalt, Erfüllung, Nichterfüllung, Tilgung  und Übertragung regelt. Das Schuldrecht ist ein Recht des Zivilaustausches, weil die Gesellschaftsverhältnisse, die die Schuldverhältnisse regeln, vor allem Verhältnisse im Bereich des Tausches sind. 
In Bulgarien sind die Schuldverhältnisse detailliert im Gesetz über Schuldverhältnisse und Verträge (GSV) (bulgarisch Закон за задълженията и договорите) geregelt. Die Verträge haben laut Art. 20a GSV die Wirkung eines Gesetzes für diejenigen, die sie abgeschlossen haben.

## I. Allgemeiner Teil

### Vertrag
In Bulgarien ist der Vertrag eine der Voraussetzungen für die Entstehung von Schuldrechtsverhältnissen. Unter dem Begriff Vertrag versteht man ein zweiseitiges Rechtsgeschäft, das aus zwei Willenserklärungen (Angebot und Annahme), die inhaltlich übereinstimmen und mit Bezug aufeinander abgegeben sind, besteht. Der Vertrag gilt als abgeschlossen, sobald die Bestätigung vom Anbieter empfangen wurde (Art. 14 GSV). Die Parteien schließen den Vertrag ab, weil sie das Eintreten bestimmter Rechtsfolgen bezwecken.
Die Parteien dürfen gemäß Art. 9 GSV den Vertragsinhalt frei festlegen, insofern es in keiner Gesetz- und Sittenwidrigkeit steht. 
In Bulgarien gilt das Trennungs- und Abstraktionsprinzip nicht. Bei Verträgen zur Eigentumsübertragung an gattungsmäßig bestimmten Sachen geht das Eigentum über, wenn die Sachen durch Vereinbarung der Parteien bestimmt werden und mangels solcher Vereinbarungen – bei Übergabe. Die Übertragung oder Begründung mit dem Vertragsabschluss tritt bei Verträgen zur Übertragung von Grundstücken und Begründung oder Übertragung von einem anderen dinglichen Recht auf einen bestimmten (individuell charakterisierten) Gegenstand in Kraft, ohne dafür den Gegenstand übergeben zu müssen (nach Art. 24 GSV).

### Form des Vertrags
Das GSV sieht vor, dass der Vertrag, mit dem ein Eigentum übertragen oder ein anderes Sachenrecht auf Liegenschaften begründet wird, in der Form als Notariatsakt abgeschlossen werden muss.

### Unwirksamkeit
Wenn ein Vertrag gegen zwingende gesetzliche Vorschriften verstößt oder einen rechtlichen Mangel aufweist, gilt dieser Vertrag als unwirksam. In Bulgarien gibt es zwei Unterformen der Unwirksamkeit der Verträge: Nichtigkeit und Anfechtung.

#### Anfechtbare Verträge
Diese Verträge erzeugen zunächst eine rechtliche Wirkung, allerdings wegen ihrer Mangelhaftigkeit können die Rechtsfolgen dieser Wirkung durch die Ausübung des Anfechtungsrechts von Anfang an gelöscht werden. Das Gesetz über Schuldverhältnisse und Verträge (GSV) umfasst allgemeine Rechtsvorschriften über Anfechtungsgründe, aber viele spezielle Rechtsvorschriften sind z. B. im Familiengesetzbuch, im Gesetz über den Konkurrenzschutz, im Erbgesetz o. a. vorgesehen. 
Im Allgemeinen ist die Aufhebung nur von der Partei zu beantragen, in deren Interesse das Gesetz die Aufhebung zulässt. 
Der aufzuhebende Vertrag kann von der zur Aufhebung berechtigten Partei durch schriftliche Urkunde bestätigt werden, in der die Begründung für das Aufheben anzuzeigen ist. Der Vertrag wird auch dann bestätigt, wenn die zur Aufhebung berechtigte Partei diesen freiwillig und ganz oder teilweise erfüllt, trotz Kenntnis über die Begründung zur Aufhebung. Ein Vertrag, der wegen zwingender Notwendigkeit einer Aufhebung unterliegt, kann nicht bestätigt werden.
Nach Art. 27 GSV unterliegen Verträge wegen folgender Gründe der Aufhebung:
- Berufsunfähigkeit – wenn die Verträge von handlungsunfähigen Personen oder ihren Handlungsvertretern mangels Berücksichtigung der dafür vorgesehenen gesetzlichen Bestimmungen abgeschlossen wurden.
- Fehler – wesentliche Fehler der Eigenschaften des Vertragsgegenstands begründen die Aufhebung des Vertrags. Ist der Vertrag angesichts der Person abgeschlossen, begründet ein Fehler in der Person die Aufhebung (Art. 28 GSV).
- Betrug – ein Betrug begründet die Vertragsaufhebung, sollte eine Partei von der anderen zum Vertragsabschluss arglistig getäuscht worden sein. Geht der Betrug von einem Dritten aus, so ist die betrogene Partei berechtigt, die Aufhebung des Vertrags zu fordern, wenn bei seinem Abschluss die andere Partei Kenntnis über die Umstände hatte oder hätte haben müssen (Art. 29 GSV).
- Bedrohung – ist ein Vertragschließender von dem anderen oder von einem Dritten durch eine Handlung begründeter Furcht zur Eingehung des Vertrags bestimmt worden, so unterliegt der Vertrag der Anfechtung (Art. 30 GSV).
- Unmöglichkeit zum Verständnis der eigenen Handlungen – gemäß Art. 31 GSV kann eine handlungsfähige Person bei einem Vertragsabschluss die eigenen Handlungen nicht verstehen oder verwalten, so unterliegt der Vertrag der Aufhebung.
- zwingende Notwendigkeit – ein Vertrag unterliegt der Aufhebung, der in zwingender Notwendigkeit unter offensichtlich ungünstigsten Bedingungen abgeschlossen wurde. Ein solcher Vertrag kann vom Gericht ganz oder nur künftig aufgehoben werden. Wenn die andere Partei anbietet, die Schäden zu beheben, ist die Aufhebung nicht zugelassen.

#### Nichtige Verträge
Den Begriff der Nichtigkeit verwendet der Gesetzgeber dafür, dass das Rechtsgeschäft so anzusehen sei, als ob es gar nicht vorgenommen worden wäre. Nichtige Verträge sind solche, die aufgrund ihrer Mangelhaftigkeit von Anfang an keinerlei Rechtswirkung entfalten und bei denen eine Korrektur meist nicht möglich ist. Nichtige Verträge sind gesetzwidrige oder vom Gesetz abweichende Verträge sowie Verträge, die gegen die guten Sitten verstoßen, einschließlich der Verträge, die sich auf einen noch nicht eröffneten Nachlass beziehen. Nichtig sind auch die Verträge mit einem unmöglichen Vertragsgegenstand, mangelnder Zustimmung, gesetzwidriger Form, Begründung sowie Scheinverträge. Die Begründung wird bis zum Beweis des Gegenteils angenommen.

#### Teilnichtigkeit
Die Nichtigkeit einzelner Klauseln führt nicht zur Nichtigkeit des ganzen Vertrages, wenn diese von Rechtswegen durch zwingende gesetzliche Vorschriften ersetzt werden können oder es angenommen werden kann, dass das Rechtsgeschäft auch ohne den nichtigen Teil vorgenommen sein würde.
Wird der Vertrag für nichtig erklärt oder wird er aufgehoben, so sind die Parteien verpflichtet, das von der anderen Partei Empfangene zurückzuerstatten.

#### Umdeutung
Entspricht ein nichtiges Rechtsgeschäft den Erfordernissen eines anderen Rechtsgeschäftes, so gilt das letztere, wenn anzunehmen ist, dass dessen Geltung bei Kenntnis der Nichtigkeit gewollt sein würde.

### Vertretung
Die Vertretung ist im 36-43 GSV geregelt. Mit dem Begriff Vertretung bezeichnet man ein Rechtsinstitut, mit dem man das rechtsgeschäftliche Handeln einer Person (Vertreter) für eine andere Person (Vertretenen) bezeichnet, wobei die Folgen der Rechtshandlungen, die vom Vertreter vorgenommen werden, den Vertretenen betreffen.
In Bulgarien sind zwei Formen der Vertretung bekannt: willkürliche Vertretung (die Vertretung ist vom Vertretenen gewollt) und gesetzliche Vertretung (die Vertretung ist vom Gesetzgeber angeordnet). 

#### Entstehung
- aus der Willenserklärung einer privaten Person (z. B. wenn die Vertretungsmacht aus dem Willen des Vertretenen durch seine einseitige Willenserklärung (Ermächtigung) oder aus einem Vertrag entsteht);
- aus einem Erlass (Gerichtsurteil, als Folge von der Geburt eines Kindes usw.)

#### Voraussetzungen für eine erfolgreiche Vertretung
1. Der Vertreter muss eine eigene Willenserklärung abgeben. Weil der Vertreter seinen eigenen Willen erklärt, muss er handlungsfähig sein.
2. Die Willenserklärung muss im Namen des Vertretenen abgegeben werden. Der Vertreter muss also manifestieren, dass er für einen Anderen handelt.
3. Der Vertreter muss Vertretungsmacht für den Vertretenen haben und im Rahmen dieser Vertretungsmacht handeln. Vereinbaren der Vertreter und die mit ihm verhandelnde Person etwas, das dem Vertretenen schadet, so bewirkt der Vertrag keine Wirksamkeit für den Vertretenen (Art. 40 GSV). Wurden mehrere Personen mit einem bestimmten Handlungsrecht bevollmächtigt, kann jeder davon die Handlung selbst ausführen, falls von der Ermächtigung nichts anderes folgt (Art. 39 Abs. 2 GSV).
4. In diesem Fall muss eine solche Vertretung überhaupt zulässig sein (höchstpersönliche Rechtsgeschäfte können durch einen Vertreter nicht abgeschlossen werden – z. B. Eheschließung, Testament).

#### Erlöschen der Vertretungsmacht
Die Vertretungsmacht wird in den folgenden Fällen aufgehoben:
- beim Tod des Vertreters/des Vertretenen;
- bei Auflösung der juristischen Person;
- die Entmündigung des Vertreters/des Vertretenen;
- bei unbekannter Abwesenheit;
- beim Entzug der Vertretungsmacht;
- bei Befreiung aus der Vertretungsmacht bei den juristischen Personen;
- bei Adoption;
- bei der Vormundschaft auf beschränkt Entmündigte – wenn die Vormundschaft aufgehoben wird usw.

### Verzug

#### Verzug des Schuldners
Wenn für die Erfüllung einer Pflicht eine Frist bestimmt worden ist, so befindet sich der Schuldner mit dem Verstreichen der Frist im Verzug. Wurde für die Erfüllung kein Tag bestimmt, so ist der Schuldner nach einem entsprechenden Aufruf des Gläubigers im Verzug. Ist die Pflicht aufgrund einer deliktischen Handlung entstanden, so befindet sich der Schuldner für den zu ersetzenden Schaden ohne Aufruf im Verzug.
Ist der Schuldner im Verzug, muss er Schadensersatz leisten, auch wenn die Erfüllung aus einem Grund unmöglich wird, den er nicht zu vertreten hat, es sei denn, er kann nachweisen, dass der Gläubiger die Schäden auch bei rechtzeitiger Erfüllung erlitten hätte. Laut Art. 82 GSV umfasst der Schadensersatz wegen Verzugs den erlittenen Schaden und den entgangenen Gewinn, sofern dieser aus dem Verzug direkt und unmittelbar folgt und bei Begründung der Verbindlichkeit zu erwarten ist. Hat der Schuldner jedoch nicht nach Treu und Glauben gehandelt, haftet er für alle direkten und unmittelbaren Schäden.

#### Verzug des Gläubigers
Der Gläubiger kommt in Verzug, wenn er die ihm vom Schuldner angebotene Leistung nicht annimmt oder dem Schuldner die für die Erfüllung der Verbindlichkeit notwendige Mitwirkung nicht leistet (Art. 95 GSV).
Die Folgen dieses Verzugs sind im GSV vorgesehen.

### Forderungsübertragung

#### Zession
Die Forderung eines Gläubigers kann übertragen werden, sofern das Gesetz, ein Vertrag oder die Eigenschaft der Forderung nichts anderes bestimmen. Dieses Recht ist vom Art. 99 GSV abgeleitet. 
Die abgetretene Forderung geht auf den neuen Gläubiger mit den Vorrechten, Vergütungen und den anderen Zusätzen über, einschließlich aufgelaufene Zinsen, sofern nichts anderes vereinbart wird. Der alte Gläubiger ist verpflichtet, den Schuldner über die Abtretung in Kenntnis zu setzen und dem neuen Gläubiger alle sich bei ihm befindlichen Dokumente, womit die Forderung festgehalten wird, zu übergeben, sowie die erfolgte Übertragung schriftlich zu bestätigen. 
Der Abtretende haftet für den Bestand der Forderung bis zum Zeitpunkt der Abtretung. Er haftet für die Zahlungsfähigkeit des Schuldners dagegen nur dann, wenn er sich dazu verpflichtet hat, und nur bis zur Höhe von dem, was er für die abgetretene Forderung bekommen hat.

#### Schuldübernahme
Einer Verbindlichkeit kann auch eine dritte Person als Mitschuldner mit Zustimmung des Gläubigers oder des Schuldners beitreten (Art. 101 GSV). Hat der Gläubiger dem Schuldbeitritt zugestimmt, so kann dieser ohne seine Zustimmung nicht aufgehoben oder geändert werden. Gegenüber dem Gläubiger haften der Hauptschuldner und die beigetretene Person gesamtschuldnerisch. Dritte können den Schuldner nur mit ausdrücklicher Zustimmung des Gläubigers substituieren. Der substituierte Schuldner wird von seiner Haftung gegenüber dem Gläubiger entlastet. Die von Dritten geleisteten Sicherheiten erlöschen, wenn sie sich nicht einverstanden erklären, dem neuen Gläubiger zu dienen. Pfand und Hypothek, die vom ersten Schuldner geleistet wurden, bleiben in Kraft. Die aus dem abgetretenen Rechtsverhältnis entstammenden Einwendungen des alten Schuldners können gegenüber dem Gläubiger vom neuen Schuldner angezeigt werden.

### Unerlaubte Handlungen
Die Definition der unerlaubten Handlung kann vom Art. 45 GSV abgeleitet werden – wenn jemand einer anderen Person schuldhaft einen Schaden zugefügt hat, ist er zum Ersatz des daraus entstehenden Schadens verpflichtet. In allen Fällen einer unerlaubten Schadenszufügung wird die Schuld bis zum Beweis des Gegenteils vermutet. Diese Vorschrift findet Anwendung auf natürliche Personen. Die juristischen Personen haften nach Art. 49 GSV als Auftraggeber.
Das Subjekt der unerlaubten Handlung muss deliktsfähig sein. Allerdings haftet eine Person, die ihre Handlungen nicht verstehen oder leiten kann, für die Schäden, die sie in diesem Zustand zugefügt hat, nicht, es sei denn, die Unfähigkeit ist persönlich zu vertreten (Art. 47 GSV). Die Deliktsfähigkeit wird in jedem konkreten Fall beurteilt – bei volljährigen Tätern sowie bei minderjährigen. Allerdings ist die Haftpflicht bei der Notwehr ausgeschlossen, weil angenommen wird, dass die Handlungen des Schädigers an sich nicht rechtswidrig sind. Die zugefügten Schäden sind bei zwingender Notwendigkeit zu beseitigen – obwohl das Verhalten nicht schuldhaft ist, ist sein Ergebnis rechtswidrig.
Im GSV sind verschiedene Fälle der Haftung bei unerlaubten Handlungen vorgesehen:

#### Verantwortung der aufsichtspflichtigen Personen (Art. 47, Abs. 2 GSV)
Für von einer handlungsunfähigen Person zugefügte Schäden haftet die aufsichtspflichtige Person (z. B. Lehrer usw.), außer diese war nicht in der Lage, den Eintritt zu verhindern. 

#### Verantwortung der Eltern (Art. 48 GSV)
Eltern und Adoptiveltern, die Elternrechte ausüben, haften für Schäden, die von ihren minderjährigen und bei ihnen wohnenden Kindern verursacht wurden. Der Vormund haftet für Schaden, der vom bei ihm lebenden Mündel verursacht worden ist.
Keine Haftung wird getragen, wenn diese Personen nicht in der Lage waren, den Eintritt der Schäden zu verhindern.

#### Verantwortung des Auftraggebers (Art. 49 GSV)
Der Auftraggeber haftet für Schäden, die von seinen oder aufgrund der Ausführung der auferlegten Arbeit seitens des Beauftragten verursacht worden sind. Allerdings findet diese Rechtsvorschrift bei dem Werkvertrag keine Anwendung – in diesem Fall trägt der Werkleistende die persönliche Verantwortung.
Der Auftraggeber hat das Recht auf Anspruch gegenüber dem Schädiger.

#### Verantwortung für Schäden, die von Sachen verursacht worden sind (Art. 50 GSV)
Für Schäden durch Gegenstände jeder Art haften Eigentümer und Person, unter deren Aufsicht sie sich befinden, gesamtschuldnerisch. Wurden die Schäden von Tieren verursacht, haften diese Personen, auch wenn das Tier weggelaufen ist oder sich verlaufen hat. Es ist nicht erforderlich, dass der Gegenstand an sich gefährlich ist oder dass er irgendwelche besonderen Eigenschaften hat.
Der Eigentümer und der aufsichtshabende Person haften verschuldensunabhängig, ihr Verhalten ist an sich nicht rechtswidrig und schuldhaft. Sie werden nur dann die Verantwortung nicht tragen, wenn sie nachweisen können, dass die Schäden durch höhere Gewalt, durch Handlungen Dritter oder durch das Verhalten der Geschädigten selbst verursacht worden sind.

### Ungerechtfertigte Bereicherung
Die Person ist dann zur Herausgabe verpflichtet, wenn sie etwas ohne Rechtsgrund bekommen hat und der Grund nicht eingetreten oder später weggefallen ist (Art. 55 GSV). Das zum Zweck der Erfüllung einer moralischen Pflicht Geleistete kann nicht zurückgefordert werden.

#### Herausgabe
Ist ein bestimmter Gegenstand herauszugeben, schuldet der Empfänger zum Zeitpunkt der Aufforderung auch seine Früchte.
Falls der zurückzuerstattende Gegenstand nach dem Zeitpunkt des Aufrufs untergeht oder der Empfänger diesen entfremdet oder verbraucht hat, nachdem er zur Kenntnis genommen hat, diesen ohne rechtlichen Grund zu behalten, ist er zum Wertersatz oder zum Ersatz des dafür erlangten Erlöses, wenn er höher liegt, verpflichtet. Bei Untergang des Gegenstandes oder Entfremdung oder Verbrauch seitens des Empfängers vor dem Zeitpunkt des Aufrufs muss er nur das erstatten, wovon er Gebrauch gemacht hat, ausschließlich der Früchte. 
Ein Handlungsunfähiger schuldet die Herausgabe, wenn sich diese auf die gezogenen Nutzungen erstreckt (Art. 58 GSV). Außer den oben genannten Fällen muss jeder, der etwas ohne Rechtsgrund durch einen anderen bekommen hat, ihm die Bereicherung bis zur Höhe der Verarmung herausgeben. Dieses Recht wird dann begründet, wenn keine andere Klage, mit der sich der Verarmte schützen kann, vorliegt (laut Art. 59 GSV).

#### Tilgung einer fremden Verbindlichkeit gemäß Art. 56 GSV
Tilgt jemand irrtümlich eine fremde Verbindlichkeit, ist er zur Rückforderung vom Gläubiger berechtigt, es sei denn, Letzterer hat nach Treu und Glauben auf das Dokument oder auf die Tilgung der Forderung verzichtet. In letzterem Fall übernimmt der die Verbindlichkeit Tilgende die Rechte des Gläubigers.

### Aufrechnung
Wenn zwei Personen sich gegenseitig Geld oder gleichartige und ersetzbare Sachen schulden, so kann bei Fälligkeit und Zahlungsfähigkeit der eigenen Forderung mit der fälligen Forderung der anderen Person ausgeglichen werden. Die Aufrechnung erfolgt durch Benachrichtigung der Gegenpartei. Es kann keiner Frist oder Bedingung unterstellt sein, außer der Bedingung, dass die vor Gericht erhobenen Forderungen berücksichtigt werden. Die zwei gegenseitigen Forderungen gelten als erloschen bis zur Höhe der niedrigeren davon bis zu dem Tag, an dem die Verrechnung hätte ausgeführt werden können. Nach Verjährung der Forderung ist die Aufrechnung auch möglich, wenn dies vor Ablauf der Verjährungsfrist zulässig gewesen wäre. Hat der Schuldner der Abtretung der Forderung zugestimmt, ist er nicht berechtigt, seine Verbindlichkeit gegen seine Forderung vom alten Gläubiger anzurechnen. Laut Art. 105 GSV können keine Forderungen ohne Zustimmung des Gläubigers verrechnet werden, die keiner Zwangsvollstreckung unterliegen, Forderungen, die durch vorsätzliche gesetzwidrige Handlungen entstanden sind, und Steuerforderungen.

### Wiederaufnahme (Art. 107 GSV)
Wenn die Forderung mit einer anderen nach Einverständnis des Gläubigers ausgetauscht wird, wird sie wieder aufgenommen. Die Sicherheiten der alten Verbindlichkeit bleiben für die Neue bestehen, wenn die leistenden Personen dem zugestimmt haben.

### Erlass der Forderung
Gemäß Art. 108 GSW – wenn sich der Gläubiger von seiner Forderung durch Vertrag mit dem Schuldner lossagt, wird die Forderung erlassen.

### Verjährung
Mit dem Begriff Verjährung bezeichnet man einen Ablauf der bestimmten Zeit, nach der der Rechtsträger das Recht verliert, einen bestehenden Anspruch gerichtlich durchzusetzen.

#### Verjährungsfristen
Die Verjährungsfrist beginnt ab dem Zeitpunkt, an dem die Forderung fällig geworden ist. Falls vereinbart wurde, dass die Forderung nach Aufforderung fällig wird, läuft die Verjährungsfrist ab dem Zeitpunkt der Begründung der Verbindlichkeit. Für Forderungen aus deliktischem Schadensersatzanspruch beginnt die Verjährungsfrist nach Kenntnis des Täters. Bei Klagen über Schadensersatz wegen Verzugs beginnt die Verjährungsfrist an dem letzten Tag, an dem die Vertragsstrafe berechnet wird, zu laufen. Mit der Hauptforderung verjährt der Anspruch auf die von ihm abhängigen Nebenleistungen, auch wenn die für diesen Anspruch geltende besondere Verjährung noch nicht eingetreten ist.
Im GSV sind die allgemeinen Vorschriften über die Verjährung enthalten, allerdings gelten auch spezielle Vorschriften, die kürzere Verjährungsfristen vorsehen, und andere Vorschriften, die von den allgemeinen Regeln abweichen.
- fünfjährige Verjährungsfrist – Laut Art. 110 GSV verjähren alle Ansprüche nach Ablauf von fünf Jahren, für die der Gesetzgeber keine andere Frist vorsieht.
- dreijährige Verjährungsfrist – mit Ablauf von drei Jahren verjähren die folgenden Forderungen:

1. Ansprüche aus Arbeitsverhältnissen, sofern keine andere Verjährungsfrist bestimmt ist;
2. Schadensersatzansprüche und Konventionalstrafen bei Nichterfüllung eines Vertrags;
3. Forderungen aus Mieten, Zinsen und sonstigen regelmäßigen Zahlungen;

- einjährige Verjährungsfrist – z. B. die Verjährungsfrist beim Verkauf von Liegenschaften mit Mängel gem. Art. 197 GSV.
- sechsmonatige Verjährungsfrist – Eine sechsmonatige Verjährungsfrist wird bei Ansprüchen wegen Mängeln beim Verkauf von beweglichen Sachen vorgesehen (Art. 197 GSV), sowie in anderen im Handelsgesetz vorgesehenen Fällen.

Vereinbarungen über Verkürzung oder Verlängerung von festgelegten Verjährungsfristen sind unwirksam sowie Lossagung der Verjährung vor ihrem Ablauf (Art. 113 GSV).

#### Hemmung der Verjährung
Die Zeit vom Eintritt bis zum Ende des Hemmungsgrundes in die Verjährungsfrist wird bei der Hemmung nicht eingerechnet, danach läuft also die noch übrige Verjährungsfrist weiter.
In folgenden Fällen ist die Verjährung von Ansprüchen gehemmt:
- Zwischen Kindern und Eltern, während Letztere ihre Elternrechte ausüben;
- zwischen Vormund und Mündel oder Kind und Beistand während der Dauer des Vormundschaftsverhältnisses oder der Beistandschaft;
- zwischen Ehegatten;
- bei Forderungen von Personen, deren Vermögen vom Gesetz oder laut gerichtlicher Verfügung verwaltet wird, gegen den Verwalter während der Dauer der Verwaltung;
- für Schadensersatzansprüche von juristischen Personen gegenüber ihrem Geschäftsführer während der Dauer ihrer Bestellung;
- für Forderungen von Minderjährigen oder für unmündig erklärte Personen für den Zeitraum, in dem sie keinen gesetzlichen Vertreter oder Vormund haben, und sechs Monate nach dem Zeitpunkt, in welchem ein Vormund bestellt oder die Rechtsunfähigkeit behoben wurde;
- für die Dauer der gerichtlichen Verhandlung in Bezug auf die Forderung.

#### Unterbrechung der Verjährung
Ab der Unterbrechung der Verjährung beginnt eine neue Verjährungsfrist. Die Verjährung wird unterbrochen, wenn die Forderung des Schuldners anerkannt wird; wenn eine Klage oder Einspruch oder Antrag auf ein Schlichtungsverfahren erhoben und stattgegeben wird; wenn eine Vollstreckungshandlung unternommen wird.
Das zur Befriedigung eines verjährten Anspruchs Geleistete kann nicht zurückgefordert werden, auch wenn es in Unkenntnis der Verjährung geleistet worden ist.

### Gesamtschuldverhältnisse
Die Gesamtschuld ist eine Schuld, die von mehreren Schuldnern gemeinsam aufzuheben ist. Der Gläubiger kann die Leistung von jedem Schuldner in voller Höhe verlangen, insgesamt aber nur ein einziges Mal. Die Personen, die die Leistung schulden, werden als Gesamtschuldner bezeichnet. Die Gesamtschuld ist in den Art. 121–127 des Gesetzes über Schuldverhältnisse und Verträge geregelt.
Die Gesamtschuld entsteht
- durch Gesetz oder
- durch einen Vertrag (z. B. bei der Bürgschaft haften der Bürge und der Hauptschuldner gesamtschuldnerisch).

#### Wirkung der Gesamtschuld
Die absolute Wirkung der Gesamtschuld bedeutet, dass eine rechtliche Tatsache dieselbe Wirkung auf alle Gesamtschuldner hat (z. B. kann der Gläubiger die Leistung in voller Höhe von jedem einzelnen Gesamtschuldner verlangen). Die Erfüllung der Leistung von einem Gesamtschuldner wirkt auch auf die anderen und der Gläubiger kann die Erfüllung nicht absagen, ohne in Verzug zu kommen, indem der Verzug des Gläubigers einem Gesamtschuldner auf alle Schuldner wirksam ist.
Die Selbständigkeit der Schuldverhältnisse, die die Gesamtschuld ausmacht, ist der Grund dazu, dass eine rechtliche Tatsache, die einige der Schuldverhältnisse betrifft, keine Wirkung auf die anderen ausübt („relative Wirkung der Gesamtschuld“). Die Schulden der verschiedenen Schuldner können ab unterschiedlichen Zeitpunkten zu leisten sein. In diesem Sinne wirkt sich der Verzug eines Gesamtschuldners auf das Vermögen der anderen nicht ungünstig aus. Eine andere Regel, die die relative Wirkung beschreiben kann, ist, dass wenn die Erfüllung unmöglich ist und nur ein Schuldner verantwortlich ist, ist der Gläubiger berechtigt, einen Schadensersatz nur von ihm zu verlangen. Auch die Verjährung hat eine solche Wirkung.
Wenn einer der Gesamtschuldner dem Gläubiger zahlt, dann erwirbt dieser einen Ausgleichsanspruch den anderen Gesamtschuldnern gegenüber. Wenn es keine ausdrückliche Vereinbarung unter den Gesamtschuldnern gibt, dann ist jeder Schuldner nur zu einem gleichen Anteil verpflichtet.

### Bürgschaft
Durch den Bürgschaftsvertrag verpflichtet sich der Bürge gegenüber dem Gläubiger eines Dritten, für die Erfüllung der Verbindlichkeit des Dritten einzustehen. Damit der Vertrag gültig ist, ist eine schriftliche Erteilung der Willenserklärung notwendig.
Die Bürgschaft kann nur für wirksame Verbindlichkeiten bestehen. Die Bürgschaft kann sowohl nur für einen Teil der Verbindlichkeiten, als auch unter besseren Bedingungen übernommen werden. Der Bürge und der Hauptschuldner sind Gesamtschuldner (Art. 141 GSV). 
Der Bürge bleibt auch nach Verjährung der Hauptverbindlichkeit verpflichtet, wenn der Gläubiger im Laufe von sechs Monaten gegen den Schuldner geklagt hat.

### Pfandrecht
In Bulgarien ist es möglich, damit eine Forderung gesichert wird, dass ein Pfandrecht auf beweglichen Sachen oder auf Forderungen bestellt wird. Das Pfandrecht geht mit der gesicherten Verbindlichkeit bei ihrer Übertragung mit und erlischt mit ihr, ist also akzessorisch. 

#### Pfandrecht an beweglichen Sachen
Für die Wirksamkeit des Vertrags ist es notwendig, dass die verpfändete Sache dem Gläubiger übergeben wird. 
Die einzige Verpflichtung des Gläubigers ist zur Verwahrung der Sache bis zur vollständigen Tilgung der Forderung, die gesichert wird. Der Gläubiger kann die verpfändete Sache nicht nutzen.

#### Pfandrecht an Forderungen
Nur übertragungsfähige Forderungen können verpfändet werden. Der Pfandvertrag für die Forderung kann Dritten gegenüber nicht entgegengesetzt werden, wenn das Pfand dem Schuldner nicht angezeigt wurde. Der Verpfänder ist verpflichtet, falls vorhanden, dem Pfandgläubiger die Unterlagen, womit die verpfändete Forderung nachgewiesen wird, zu übergeben.
Der Gläubiger hat nur eine Verpflichtung – alle notwendigen Handlungen zu leisten, die dem Erhalt dienen, d. h., die Zinsen und auch die Hauptsumme einzuziehen.

### Hypothek
Gemäß Art. 149 GSV kann zur Sicherung einer Forderung eine Hypothek an einem Grundstück bestellt werden. Die Hypothek ist wie im deutschen Recht akzessorisch, d. h., sie geht mit der gesicherten Verbindlichkeit bei ihrer Übertragung und erlischt mit ihr. 

#### Begründung der Hypothek
Die Hypothek wird durch Eintragung in das Immobilienregister durch Vertrag oder Gesetz begründet. Die Hypothek ist nur auf einzelne Grundstücke und für einen bestimmten Geldbetrag zu begründen. 
Gesetzliche Hypotheken:
1. werden zugunsten vom Veräußerer des Grundstückes auf das veräußerte Grundstück begründet, um seine vertraglichen Forderungen zu sichern und
2. zugunsten eines Miteigentümers begründet, dem eine Ergänzung des Anteils geschuldet wird – auf die Grundstücke, die zum Anteil des Miteigentümers gehören, dem die Ergänzung geschuldet wird.

Bei Hypotheken hat die Eintragung rangwahrende Wirkung.
Die Begründung einer Hypothek ist nichtig, wenn im Hypothekenvertrag, im Antrag zur Begründung einer gesetzlichen Hypothek oder im Akt, auf dessen Grundlage dieser eingereicht wird, Gläubiger, Grundstückseigentümer oder Schuldner unbekannt sind, die Identität zwischen Grundstück und gesicherter Forderung oder Höhe des Betrags, wofür die Hypothek begründet wird, unklar sind.
Ein Gläubiger, dessen Forderung mit einer Hypothek gesichert wird, hat Anspruch auf vorrangiger Befriedigung aus dem Erlös des mit Hypothek belasteten Grundstückes, ohne Rücksicht darauf, in wessen Besitz es sich befindet. Die Hypothek deckt die Forderung unabhängig von Änderungen, jedoch nur bis zur Höhe des eingetragenen Betrages. 

#### Löschung der Hypothek
Zur Löschung der Hypothek ist die Zustimmung des Gläubigers erforderlich, die in notariell beglaubigter Form einzureichen ist oder anhand eines in Kraft getretenen Gerichtsurteils. Die Aufhebung erfolgt durch Antrag, zu dem die Einwilligungserklärung oder Abschrift des in Kraft getretenen Urteils beigefügt wird. Es wird in der Partie des belasteten Grundstücks vermerkt. Durch Aufhebung erlischt die Hypothek.

## II. Besonderer Teil

### Kauf
Durch den Kaufvertrag verpflichtet sich der Verkäufer, dem Käufer das Eigentum an einer Sache oder ein Recht gegen Entgelt zu übertragen, zu dessen Zahlung sich der Käufer verpflichtet. 
Die Aufwendungen für den Vertrag und sonstige im Zusammenhang mit der Eigentumsübertragung entstandenen Kosten werden vom Käufer getragen, außer bei Verkauf von Grundstücken, bei welchen die Aufwendungen gleich aufgeteilt werden. Die Gefahr des zufälligen Untergangs und der zufälligen Verschlechterung geht auf den Käufer ab dem Zeitpunkt über, an dem die Ware von den Parteien im Einvernehmen bestimmt wurde oder dem Käufer übergeben wird. 

#### Pflichten des Verkäufers
Der Verkäufer ist verpflichtet, dem Käufer die verkaufte Sache zu übergeben. Die Sache wird im Zustand zum Zeitpunkt des Verkaufs zusammen mit seinen Früchten übergeben.

#### Verkauf einer fremden Sache, bzw. einer Sache, an der Dritte Rechte haben
Der Verkäufer haftet in Fällen, wo Dritte Eigentumsrechte oder sonstige Rechte in Bezug auf die Sache besitzen, die dem Käufer angezeigt werden können, sofern der Käufer davon nichts gewusst hat. Ist die verkaufte Sache vollständiges Eigentum eines Dritten, ist der Käufer berechtigt, den Verkauf nach den Bestimmungen von Art. 87 GSV aufzulösen. 

#### Mängelhaftung des Verkäufers
Der Verkäufer haftet bei Mängeln der verkauften Sache, die ihren Wert oder ihre Tauglichkeit für den gewöhnlichen oder vertraglich vorgesehenen Gebrauch erheblich mindern. Der Verkäufer haftet auch, wenn ihm der Mangel unbekannt war. Eine Vereinbarung, die den Verkäufer von der Haftung befreit, ist nichtig. 

#### Rechte des Käufers bezüglich Mängelhaftung
In den Fällen, in denen der Verkäufer gem. Art. 193 GSV haftet, kann der Käufer die Sache zurückgeben und die Erstattung des Preises mit den Aufwendungen für den Verkauf verlangen, die Sache behalten und den Preis mindern wollen oder die Mängel auf Rechnung des Verkäufers beseitigen lassen. In Bezug auf die Nichterfüllung der Verpflichtungen hat er einen Schadensersatzanspruch nach den allgemeinen Bestimmungen. 

#### Pflichten des Käufers
Der Käufer ist verpflichtet, den Preis zu bezahlen, um die Sache zu bekommen. Die Zahlung ist bei Übergabe der Sache und am selben Ort zu leisten. Ergeben sich aus dem verkauften Gegenstand Früchte und sonstige Einnahmen, schuldet der Käufer ab dem Tag der Übergabe der Sache Zinsen auf den Preis, obwohl der Preis noch nicht fällig ist.

### Schenkung
Die Schenkung nach dem bulgarischen Recht erfolgt in der Form eines zweiseitigen Vertrages und setzt die unverzügliche und unentgeltliche Abtretung einer Sache durch den Schenker zugunsten des Beschenkten, der diese annimmt, voraus.

#### Vertragstypen
Es werden drei Schenkungsvertragstypen unterschieden:
1. desinteressierte Schenkung – Normalfall
2. Pflichtschenkung – erfolgt aufgrund sittlicher Pflichten
3. Anstandsschenkung.

Die Bedeutung dieser Unterteilung wird angesichts des Schenkungswiderrufs sichtbar: Schenkungen, durch die einer sittlichen Pflicht oder einer auf den Anstand zu nehmenden Rücksicht entsprochen wird, unterliegen nicht dem Widerruf.

#### Formanforderungen
Laut Art. 226 GSV bewirkt das Schenkungsversprechen keine Verbindlichkeit; folglich wird ein Schenkungsvorvertrag nichtig sein. In Hinsicht auf die Formanforderungen werden zwei Arten von Schenkungen unterschieden: formelle und Handschenkung (vgl. Art. 225, Abs. 2 GSV). Zur Gültigkeit einer Schenkung von Grundvermögen ist die notarielle Beurkundung erforderlich, bezüglich der Mobillien aber ist eine Formerleichterung vorgesehen – es wird schriftliche notarielle Beurkundung nur der Unterschriften verlangt; bei Wertpapieren muss die entsprechende Übertragungsform beibehalten werden. 

#### Widerruf der Schenkung
Art. 227 des GSV regelt den Widerruf der Schenkung aufgrund Undankbarkeit des Beschenkten. Der Anspruch kann innerhalb eines Jahres nach Bekanntwerden der Gründe für das Aufheben der Schenkung erhoben werden.

### Miete von Sachen und Immobilien
Durch den Mietvertrag nach dem bulgarischen Schuldrecht wird der Vermieter verpflichtet, dem Mieter den Gebrauch der Mietsache während der Mietzeit zu gewähren. Der Mieter ist verpflichtet, dem Vermieter die vereinbarte Miete zu entrichten. Die Regelung der Mietverhältnisse erfolgt nach den Art. 228 bis Art. 239 GSV. 

#### Miete von Sachen
Der Mietvertrag über Sachen ist ein formloser schuldrechtlicher entgeltlicher Gebrauchsüberlassungsvertrag. Sofern nicht anders vereinbart ist, hat der Vermieter die Mietsache dem Mieter in einem für den vertragsmäßigen Gebrauch geeigneten Zustand zu überlassen und sie während der Mietzeit in diesem Zustand zu erhalten.

#### Mietdauer
Nach bulgarischem Recht darf der Verbrauchermietvertrag die Frist von zehn Jahren nicht überschreiten, außer bei Handelsgeschäften.

#### Instandhaltung und Reparaturen
Für den Vermieter besteht die Pflicht, den Mietgegenstand in einem für den vertragsmäßigen Gebrauch geeigneten Zustand zu überlassen und sie während der Mietzeit in diesem Zustand zu erhalten. Daneben muss er die Reparatur von allen Schäden übernehmen, außer diesen, die auf Verschulden von dem Mieter verursacht worden sind oder durch die gewöhnliche Nutzung bedingt sind.

#### Ende des Mietverhältnisses
Bei der ersten Gruppe von Gründen handelt es sich um Gründe aus dem allgemeinen Teil des Zivilrechts: Einigung der Vertragsparteien, Aufhebung aufgrund Vertragsverstoßes seitens einer der Parteien, aufgrund Unmöglichkeit der Gebrauchsgewährung, sofern sie unverschuldet ist.
Im Art. 236 des GSV ist der Fristablauf als Vertragsbeendigungsgrund für befristete Mietverhältnisse geregelt. 
Eine besondere Hypothese hinsichtlich der Vertragsbeendigung ergibt sich bei der Übertragung des Mietgegenstandes.

### Darlehen
Bei einem Darlehensvertrag nach dem bulgarischen Recht wird der Darlehensgeber verpflichtet, dem Darlehensnehmer einen Geldbetrag oder ersetzbare Sachen in der vereinbarten Höhe zur Verfügung zu stellen; der Darlehensnehmer dagegen, ist verpflichtet den Geldbetrag oder die Sachen in derselben Art, Menge und Qualität zurückzugeben.
Der Darlehensvertrag ist ein einseitiger unentgeltlicher Realvertrag. Der Darlehensnehmer ist nur nach schriftlicher Vereinbarung verpflichtet, Zinsen zu zahlen. 

#### Vertragswirkung
Die Hauptpflicht des Darlehensnehmers ist, die Sache zurückzugeben. 
Für das Bankdarlehen gelten besondere Voraussetzungen.

### Leihe
Durch den Leihvertrag wird der Verleiher einer Sache verpflichtet, dem Entleiher den Gebrauch dieser Sache unentgeltlich auf bestimmte Zeit zu gestatten, wobei der Entleiher der Rückgabe verpflichtet ist. 
Bei diesem Vertrag ist die Persönlichkeit des Verleihers von Bedeutung. 

#### Vertragswirkung
Der Entleiher ist verpflichtet, die Sache ordnungsgemäß zu pflegen, indem er den Erhalt der Leihe vor der eigenen Sachen vorzieht. Eine andere Verpflichtung von ihm ist, die Sache nur vertragsgemäß zu gebrauchen.

#### Vertragsbeendigung
Die Leihe kann auf eine bestimmte Zeitdauer geschlossen sein, und mit dem Ablauf der Vertragsfrist wird sie aufgehoben. Dasselbe gilt auch, wenn der Vertrag hinsichtlich eines bestimmten Zwecks/Gebrauchs geschlossen worden ist. Ist die Dauer der Leihe weder bestimmt, noch aus dem Zweck zu entnehmen, so kann der Verleiher die Sache jederzeit zurückfordern.

### Werkvertrag
Durch den Werkvertrag wird der Unternehmer zur Herstellung auf eigene Gefahr des versprochenen Werkes, der Besteller zur Entrichtung der vereinbarten Vergütung verpflichtet.
Der Werkvertrag ist ein zweiseitiger Vertrag, bei dem Rechte und Pflichten für die beiden Vertragsparteien entstehen. Im Prinzip ist das eine entgeltliche Rechtsbeziehung.

#### Rechte und Pflichten des Unternehmers
Sofern nicht anders vereinbart ist, ist der Unternehmer zur Herstellung des Bestellten auf eigene Kosten verpflichtet.
Der Unternehmer hat das Werk so zu erfüllen, dass es für seinen gewöhnlichen oder vertraglich vorgesehenen Gebrauch geeignet ist.
Der Unternehmer, der das Werk mit eigenem Material erfüllt, haftet für die Qualität. 
Der Besteller hat das Recht, die Ausführung des Vertrags jederzeit zu überprüfen, sofern er die Arbeit des Unternehmers nicht verhindert.

#### Rechte und Pflichten des Bestellers
Die Hauptpflichten des Bestellers sind, die Vergütung zu zahlen und das zum vertraglich vorgesehenen Gebrauch geeignete Werk anzunehmen.

#### Nichterfüllung
Bei Bekanntwerden, dass der Unternehmer das Werk nicht fristgemäß oder nach der vereinbarten oder ordnungsgemäßen Art ausführen kann, ist der Besteller berechtigt, vom Vertrag zurückzutreten und nach den allgemeinen Bestimmungen Schadensersatz zu bekommen. 
Bei Abweichungen von der Bestellung oder Mängeln des Werks ist der Besteller berechtigt:
- eine Nacherfüllung in angemessener Frist und unentgeltlich zu verlangen;
- Erstattung der Kosten, die für die Verbesserung entstehen, oder entsprechende Minderung der Vergütung zu verlangen.

Handelt es sich um wesentliche Abweichungen von der Bestellung oder Mängel, ist der Besteller berechtigt, den Vertrag zu kündigen.

### Auftrag
Durch den Auftrag verpflichtet sich der Beauftragte, auf Kosten und Angaben des Auftraggebers eine Leistung zu erbringen (Art. 280 GSV). 
Das ist ein einseitiger und in der Regel unentgeltlicher Vertrag. Es kann aber vereinbart werden, ähnlich der Einlage, dass er entgeltlich ist (vgl. Art. 286 GSV).

#### Rechte und Pflichten der Parteien
Gemäß Art. 281 GSV ist der Beauftragte verpflichtet, den Auftrag ordnungsgemäß zu erfüllen und das in dieser Verbindung erhaltene Vermögen zu pflegen. 
Laut Art. 283 GSV hat der Beauftragte den Auftrag persönlich auszuführen.
Unter den anderen Verpflichtungen des Beauftragten sind die Rechnungsstellung und die Herausgabe von allem, was er zur Ausführung des Auftrags erhält (Art. 284 GSV). 
Keine bestimmte Form ist erforderlich, aber betrifft der Auftrag den Erwerb von Sachenrechten auf Liegenschaften, ist der Vertrag schriftlich abzuschließen, und die Unterschriften sind notariell zu beurkunden (Art. 292, Abs. 3 GSV).

#### Beendigung des Auftrags
Mit dem Tod oder mit dem Eintritt der Geschäftsunfähigkeit einer der Parteien sowie durch Auflösung der juristischen Person des Auftraggebers oder Beauftragten erlischt der Auftrag. Unter den anderen Gründen für Vertragsauflösung sind die Rücknahme des Auftrags seitens des Auftraggebers, die Ablehnung des Beauftragten und die in dem Gesetz vorgesehenen allgemeinen Gründe.